# Drepanulatrix ferruginosaria
Drepanulatrix ferruginosaria là một loài bướm đêm trong họ Geometridae.